# Letlands ishockeyforbund
Letlands Ishockeyforbund (lettisk: Latvijas Hokeja federācija) er det nationale ishockeyforbund i Letland, som etableredes i 1930, og som i 1931 blev optaget som medlem hos forløberen til IIHF – Ligue internationale de hockey sur glace. På grund af Sovjetunionens okkupation af Letland udløb dette medlemskab i 1946. Efter Letland genvandt sin uafhængighed og nyskabelsen af ishockeyforbundet i 1991, blev Letland atter optaget som medlem af IIHF ved IIHF-kongressen i Prag.
På internationalt plan repræsenteres forbundet af Letlands ishockeylandshold, Letlands kvinde-ishockeylandshold samt Letlands junior-ishockeylandshold. Mere end 4.000 ishockeyspillere og 200 dommere er indtil videre blevet licenseret af ishockeyforbundet. Derudover organiserer forbundet Letlands Ishockeyliga, anden- og tredjeligaen samt juniorserierne og kvinde-ishockeyligaen.
Letlands Ishockeyforbund har til dato afholdt ét VM i ishockey – VM i ishockey i 2006 i Riga. Desuden har man afholdt en række junior-VM i ishockey, bl.a. i 2001, 2003 og 2006.